# Maritza Pineda
Maritza Pineda Montoya (Bogotá, Colombia, 11 de octubre de 1956) es una empresaria y reina de belleza colombo-venezolana, ganadora del Miss Venezuela 1975 y por lo tanto la representante oficial de Venezuela para el Miss Universo 1975 concurso celebrado en San Salvador, El Salvador, el 19 de julio de 1975, dónde no obtuvo clasificación alguna. Ella fue criada en Caracas, Venezuela desde bebé.

## Biografía
Sus padres decidieron irse a vivir a la capital de Venezuela, Caracas en 1960 cuando Pineda tenía 4 años de edad. La familia residía en la Urbanización Macaracuay, en 1970. 

### Carrera profesional
A los 15 años comenzó a modelar en agencias y en el año 1975 fue enviada por decreto especial al «Miss Caribe 1975», donde obtuvo la posición de primera finalista, su excelente desempeño le sirvió para finalmente participar en el «Miss Venezuela 1975», portando la banda de su estado favorito (Nueva Esparta). Disputó la final del Miss Venezuela contra María Conchita Alonso, pero obtuvo más puntos que ella, fue coronada por Neyla Moronta Miss Venezuela 1974.
Al final del certamen se descubrió que ella no había nacido en Venezuela, pero no había nada que le prohibiera a ella participar. Como Miss Venezuela visitó muchos rincones del país y conoció personalmente a Carlos Andrés Pérez y su señora esposa Blanca Rodríguez, quienes le dieron el apoyo para viajar al Miss Universo 1975 en El Salvador, pero no clasificaría entre las semi-finalistas de la competencia. 
Pineda fue la primera Miss Venezuela qué pasó por el cirujano plástico, en este caso se arreglaría la nariz mediante una rinoplastia por recomendación de Osmel Sousa, después de su participación en el Miss Universo, entregaría la corona en 1976 y se graduaría de abogado, residenció por un tiempo en Caracas dónde tuvo una breve participación en televisión y después decidió irse a vivir a Canadá. Fue jurado del Miss Venezuela 2022.

### Vida Personal
Es esposa y madre y vive en Los Ángeles y es profesora de Urbanismo en la UCLA School of Public Affairs. También es diseñadora de modas y tiene un negocio entre Caracas y Los Ángeles.